# Cyathea societarum
Cyathea societarum är en ormbunkeart som beskrevs av Bak. Cyathea societarum ingår i släktet Cyathea och familjen Cyatheaceae. Inga underarter finns listade.